# 전투순양함 (스타크래프트)
전투순양함(영어: Battlecruiser)은 스타크래프트 종족인 테란의 유닛이다. 우주공항에서 생산이 가능하다.

## 특징
스타크래프트에서 계급은 준장이다.
전투순양함은 스타크래프트나 스타크래프트 리마스터에선 Battlecruiser이란 영단어를 그대로 한글로 음역한 배틀크루저란 이름으로 불리며 스타크래프트 2에선 한국어로 번역된 전투순양함으로 불린다. 전투순양함은 테란의 공중 유닛이자 최종 테크 유닛이며 기본 체력 500에 방어력이 3인 유닛으로 테란에서 가장 단단하고 강력한 유닛 중에 하나이다. 야마토 포라는 기술이 존재하며 야마토 포는 260의 공격력을 그대로 가진다. 생산되는데 필요한 건물은 사이언스 퍼실리티의 애드온 건물인 피직스 랩이다. 전투순양함을 생산하는데 필요한 건물인 피직스 랩에서는 전투순양함의 필살기인 야마토 포를 연구하며 그외 전투순양함의 마나를 200에서 250으로 늘려주는 콜로서스 반응로 연구도 한다. 전투순양함은 공대공 공격과 공대지 공격이 모두 가능하며 기본 공격력만 해도 25로 높은 유닛이 된다. 생산되는데 필요한 비용은 미네랄:400, 가스:300에 소모되는 인구수가 6인 유닛으로 굉장히 비싼 유닛이다. 전투순양함은 주로 테테전이나 테저전의 극후반에 사용되며 테프전에서는 잘 사용되지 않는다. 스타크래프트 2에서는 전술 차원 도약이란 순간 이동 기술이 추가되었으며 최대 추진이란 업그레이드도 생겼는데 이것을 업그레이드하면 전투순양함이 더 빠른 속도로 이동하는 것이 가능하다. 체력도 스타크래프트와 스타크래프트 리마스터에선 500인 것이 스타크래프트 2에서는 550으로 더 높아졌다. 전투순양함의 영웅 유닛으론 에드문드 듀크가 탑승한 노라드 II, 노라드 III, 짐 레이너가 탑승한 하이페리온, 아크튜러스 멩스크, 제라드 듀갈이 존재한다. 에드먼드 듀크가 탑승한 노라드 II은 체력이 700이지만 공격력이 50으로 높으며 노라드 III는 체력이 1500으로 높다. 짐 레이너가 탑승한 하이페리온은 체력이 850으로 노라드 II에 비해 높지만 공격력이 30으로 더 낮고 대신 공격 속도와 이동 속도는 노라드보다 더 빠르다. 아크튜러스 멩스크와 제라드 듀갈의 전투순양함은 체력이 1000에 공격력이 50으로서 노라드나 하이페리온보다 기본적인 유닛의 사양이 더 높다. 방어력은 4로서 모든 전투순양함의 영웅들이 동일하게 적용되어 있다.

## 같이 보기
- 스타크래프트
- 테란